# اینورنس (فلوریدا)
اینورنس (به انگلیسی: Inverness) شهری در شهرستان سیتروس ایالت فلوریدا است که در سال ۱۹۱۹ بنیان‌گذاری شده‌است. این شهر طبق سرشماری سال ۲۰۱۰ میلادی، ۷٬۲۱۰ نفر جمعیت داشته و مساحت آن نیز ۲۱٫۰ کیلومتر مربع است.